# Pierre Levegh
Pierre Eugène Alfred Bouillin (Paris, 22 de dezembro de 1905 – Le Mans, 11 de junho de 1955) ou apenas Pierre Levegh foi um automobilista francês.
Correu em seis oportunidades na Fórmula 1 entre 1950 e 1951 em equipes privadas. É mais lembrado pelo desastre que o matou junto com oitenta e três espectadores durante as 24 Horas de Le Mans de 1955.

### Resultados das 24 Horas de Le Mans

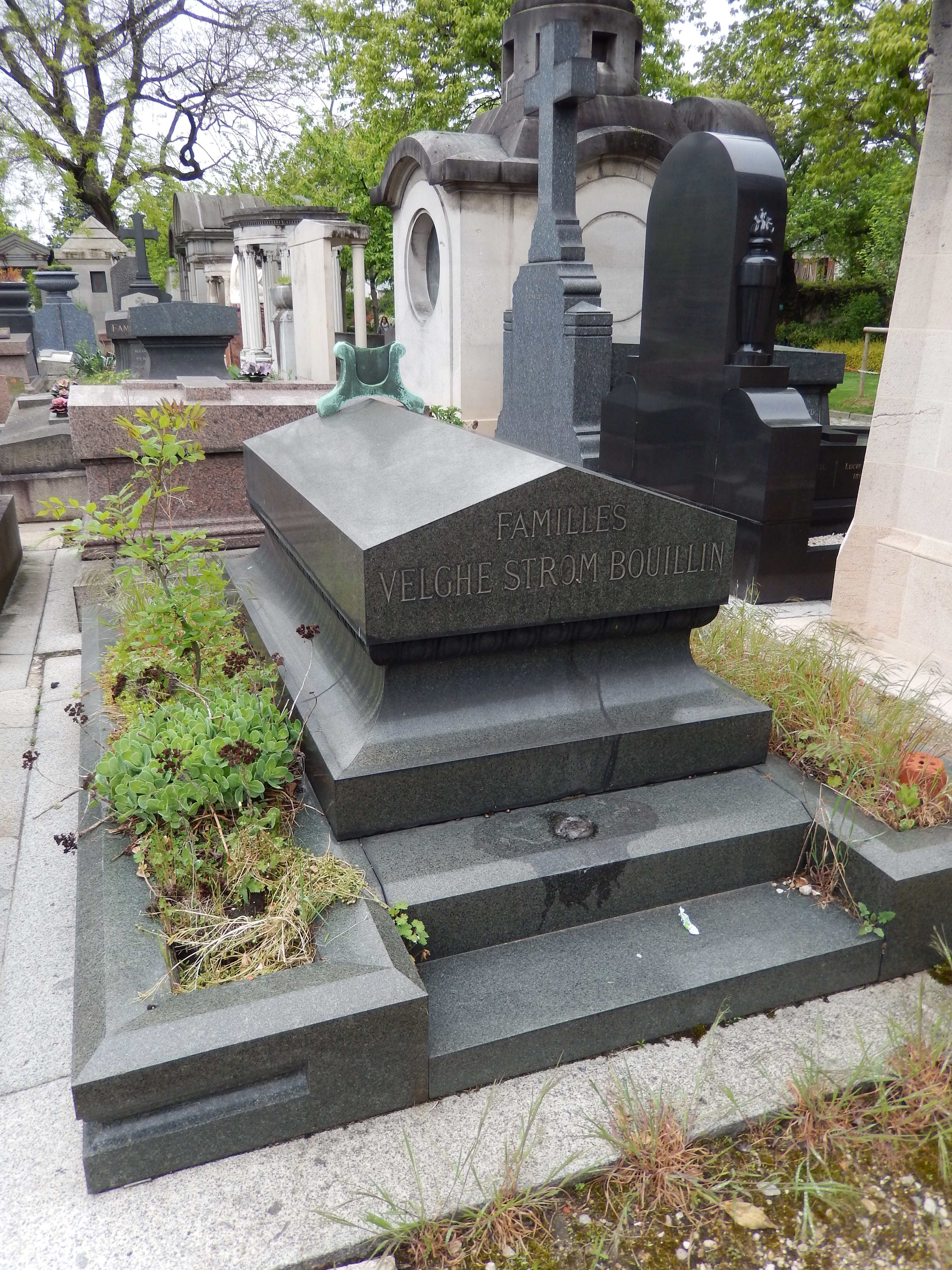
Túmulo do ex piloto automobilístico Pierre Levegh

## Fórmula 1
| Ano  | Equipe        | Chassis          | Motor     | 1   | 2   | 3        | 4   | 5        | 6         | 7         | 8   | Pontos | Posição  |
| ---- | ------------- | ---------------- | --------- | --- | --- | -------- | --- | -------- | --------- | --------- | --- | ------ | -------- |
| 1950 | Pierre Levegh | Talbot-Lago 126C | Talbot L6 | GBR | MON | 500      | SWI | BEL 7º D | FRA Ret D | ITA Ret D |     | 0      | NC (29º) |
| 1951 | Pierre Levegh | Talbot-Lago 126C | Talbot L6 | SUI | 500 | BEL 8º D | FRA | GBR      | GER 9º D  | ITA Ret D | ESP | 0      | NC (29º) |

### Resultados das 24 Horas de Le Mans[1]
| Ano  | Equipe                          | Nº | Co-Pilotos    | Chassi                        | Pneus | Classe | Voltas | Posição Geral | Posição Na Categoria |
| Ano  | Equipe                          | Nº | Co-Pilotos    | Motor                         | Pneus | Classe | Voltas | Posição Geral | Posição Na Categoria |
| ---- | ------------------------------- | -- | ------------- | ----------------------------- | ----- | ------ | ------ | ------------- | -------------------- |
| 1938 | Jean Trévoux                    | 7  | Jean Trévoux  | Talbot T150C                  |       | 5.0    | 159    | DNF           | DNF                  |
| 1938 | Jean Trévoux                    | 7  | Jean Trévoux  | Talbot 4.0L i6                |       | 5.0    | 159    | DNF           | DNF                  |
| 1939 | Luigi Chinetti                  | 9  | René Le Begue | Talbot-Lago SS                |       | 5.0    | 102    | DNF           | DNF                  |
| 1939 | Luigi Chinetti                  | 9  | René Le Begue | Talbot 4.0L I6                |       | 5.0    | 102    | DNF           | DNF                  |
| 1951 | Pierre Levegh                   | 10 | René Marchand | Talbot-Lago Monoplace Decalee | D     | S 5.0  | 256    | 4º            | 3º                   |
| 1951 | Pierre Levegh                   | 10 | René Marchand | Talbot-Lago 4.5L I6           | D     | S 5.0  | 256    | 4º            | 3º                   |
| 1952 | Pierre Levegh                   | 8  | René Marchand | Talbot-Lago T26 GS Spyder     | D     | S 5.0  | 0      | DNF           | DNF                  |
| 1952 | Pierre Levegh                   | 8  | René Marchand | Talbot-Lago 4.5L S6           | D     | S 5.0  | 0      | DNF           | DNF                  |
| 1953 | Automobiles Talbot-Darracq S.A. | 7  | Charles Pozzi | Talbot-Lago T26 GS            | D     | S 5.0  | 276    | 8º            | 5º                   |
| 1953 | Automobiles Talbot-Darracq S.A. | 7  | Charles Pozzi | Talbot-Lago 4.5L I6           | D     | S 5.0  | 276    | 8º            | 5º                   |
| 1954 | Pierre Levegh                   | 10 | Lino Fayen    | Talbot-Lago T26 Gran Sport    | D     | S 5.0  | 33     | DNF           | DNF                  |
| 1954 | Pierre Levegh                   | 10 | Lino Fayen    | Talbot-Lago 4.4L I6           | D     | S 5.0  | 33     | DNF           | DNF                  |
| 1955 | Daimler-Benz A.G.               | 20 | John Fitch    | Mercedes-Benz 300 SLR Evo 1B  | C     | S 3.0  | 34     | DNF           | DNF                  |
| 1955 | Daimler-Benz A.G.               | 20 | John Fitch    | Mercedes-Benz 3.0L I8         | C     | S 3.0  | 34     | DNF           | DNF                  |